# Biserica din Cîșla
Biserica din Cîșla este o biserică amplasată în Cîșla, raionul Telenești, Republica Moldova. Este un monument arhitectural de importanță națională inclus în Registrul monumentelor Republicii Moldova ocrotite de stat cu nr. 1488 (raionul Telenești). Datează din anii 1930.